# Peperomia hemmendorffii
Peperomia hemmendorffii är en pepparväxtart som beskrevs av Truman George Yuncker. Peperomia hemmendorffii ingår i släktet peperomior, och familjen pepparväxter. Inga underarter finns listade i Catalogue of Life.